# Alo

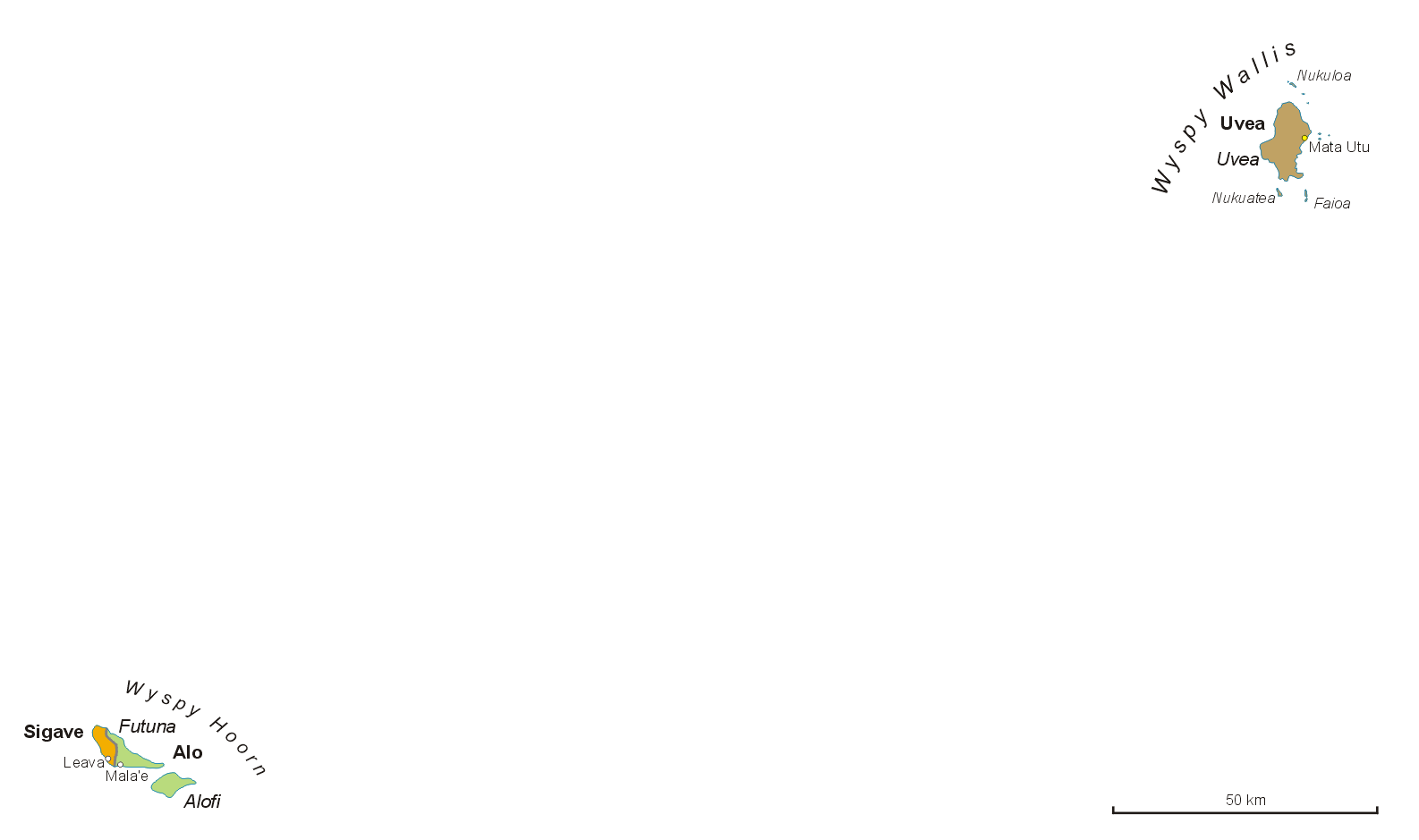
Mapa administracyjna Wallis i Futuny

Alo (zwane również nieoficjalnie Tuʻa) – jeden z trzech okręgów administracyjnych (tradycyjnie zwanych „królestwami”) wchodzących w skład francuskiego terytorium zależnego Wallis i Futuna.
Okręg zajmuje wschodnią część wyspy Futuna oraz niemal bezludną wyspę Alofi wchodzące w skład Wysp Hoorn. Jego powierzchnia wynosi 85 km², a zamieszkany jest przez 3017 osób (2007). Stolicą okręgu jest Malaʻe, w którym mieszka 238 osób (2003), a pozostałymi miejscowościami są: Alofitai (na wyspie Alofi – 2 mieszkańców), Ava, Fakaki, Fikavi, Kapau, Kolia (432), Kolopelu, Muli, Olu, Ono (738), Poi (294), Tamana (226), Taoa (717), Tuatafa (43), Tufuʻone, Vele (303).